# Mitchell Pritchett
Mitchell Vincent "Mitch" Pritchett (Californië, 4 januari 1973) is een personage uit de sitcom Modern Family dat vertolkt wordt door Jesse Tyler Ferguson.

## Biografie
Mitchell is de zoon van Jay en DeDe. Hij is de jongere broer van Claire en Gloria's stiefzoon. Manny is zijn stiefbroer en Joe zijn halfbroer. Samen met zijn man Cameron heeft hij een geadopteerde dochter Lily. Hij is een rustige, zachtaardige persoon. In bepaalde situaties is Mitchell het volledige tegenovergestelde van Cameron, wat geregeld tot discussies lijdt. Desondanks vullen ze elkaar wel altijd aan. Soms is Mitchell wel gegeneerd door Camerons uitbundigheid. Hij vindt het moeilijk om in het openbaar zijn affectie te tonen, en kan er ook niet tegen dat mensen in zijn persoonlijke ruimte komen. Hij is een overbeschermde vader. Daarnaast is hij een zeer goede advocaat.
Mitchell heeft een ingewikkelde relatie met zijn vader, die in het begin van de serie last heeft met de homoseksualiteit van zijn zoon. Gelukkig verbeterd dit naarmate de serie vordert. Mitchell is een fan van musicals en was als kind een kunstschaatser, samen met zijn zus. Ondanks dat hij zichzelf als een doe-het-zelver ziet, is vrijwel iedereen bang wanneer hij in de buurt van gereedschap komt. Mitchell behaalde zijn bachelor aan de Cornell University en zijn master aan de Columbia University.
Bedenkers: Steven Levitan · Christopher Lloyd 

Hoofdpersonages: Jay Pritchett (Ed O'Neill) · Gloria Delgado-Pritchett (Sofía Vergara) · Claire Dunphy (Julie Bowen) · Phil Dunphy (Ty Burrell) · Mitchell Pritchett (Jesse Tyler Ferguson) · Cameron Tucker (Eric Stonestreet) · Luke Dunphy (Nolan Gould) · Haley Dunphy (Sarah Hyland) · Manny Delgado (Rico Rodriguez II) · Alex Dunphy (Ariel Winter) · Lily Tucker-Pritchett (Aubrey Anderson-Emmons) · Joe Pritchett (Jeremy Maguire)

Voornaamste nevenpersonages: Dylan Marshall (Reid Ewing) · Andy Bailey (Adam DeVine) · Pameron Tucker (Dana Powell)  · Ben (Joe Mande) · Frank Dunphy (Fred Willard) · Pepper Saltzman (Nathan Lane) · Ronaldo (Christian Barillas) · Stella (Brigitte the Dog) · Larry (Frosty the Cat)